# Lac de cratère d'El Sod
Pour les articles homonymes, voir Sod.
El Sod/Boke Soda, encore appelé El-Sogida, est un lac de cratère volcanique dans l'État régional d'Oromia, au sud de l'Éthiopie. Ce volcan inactif d'El Sod se trouve dans la partie sud de l'Éthiopie et son nom signifie "la maison du sel".

## Histoire

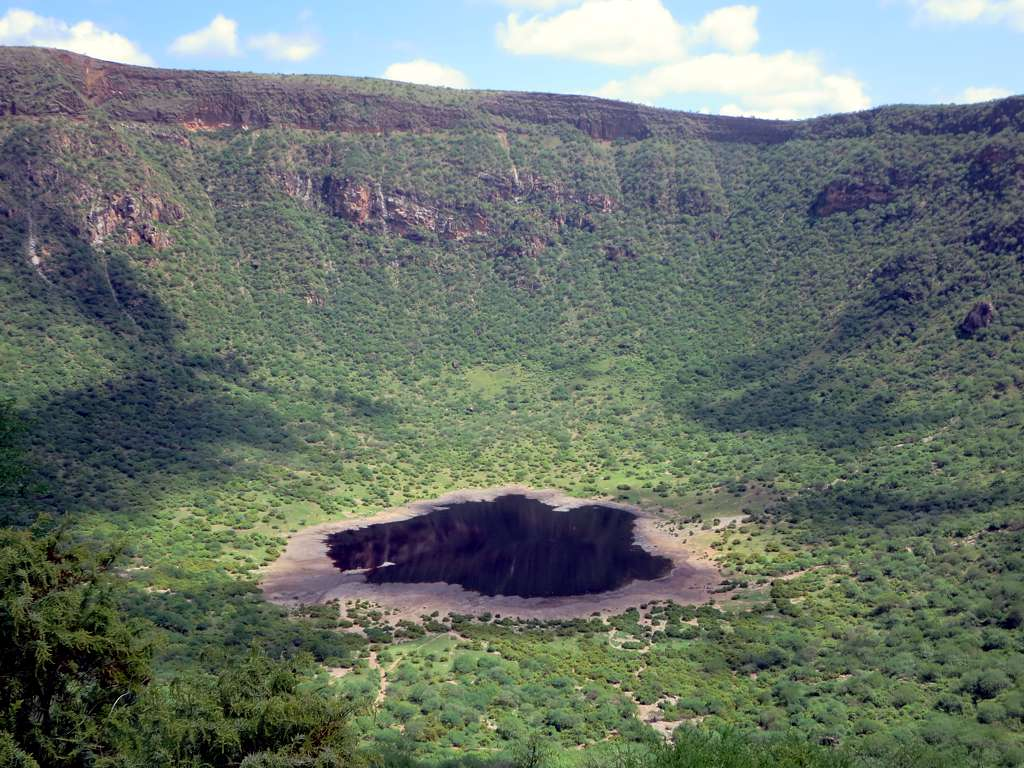
Lac de cratère de El Sod

Une légende raconte que le cratère Boké a été découvert par un bœuf il y a mille ans. Après avoir goûté le sel du cratère, le bœuf est devenu physiquement différent de tous les autres bœufs du troupeau. Le berger l'a remarqué et a suivi le bœuf pour trouver le cratère Boké. Depuis lors, les éleveurs de Borana utilisent le sel du cratère de Boké pour la consommation animale et humaine.

## Géographie
El Sod, la Maison du Sel, est un village situé à 90 km de Yabelo, la capitale du peuple Borana dans le sud de l'Éthiopie. Il se trouve au bord d'un volcan éteint de 1,8 km de large avec un lac salé dans le cratère,.

## Description

### Le cratère
Le cratère contient un lac noir qui, dans ses profondeurs sombres et visqueuses, cache un dépôt de cristaux de sel brut.

### Économie d'extraction de sel
Pendant des siècles, les hommes plongent dans le lac pour récolter le sel et le vendent à travers l'Éthiopie, la Somalie et le Kenya. Il faut 1 heure pour descendre le sentier étroit de 2,5 km, du village au lac 340 mètres de descente. Chaque mineur y travaille comme indépendant de toute entreprise ou patron; pour gagner leur vie,.
Les habitants du village dépendent principalement de la récolte du sel pour leur subsistance. La récolte du sel varie selon la saison, bien que le meilleur moment pour récolter soit de décembre à janvier. Lorsque l'eau s'évapore et que le niveau du lac baisse, l'extraction du sel peut commencer. Le processus d'extraction - tâche difficile - est entrepris par des personnes très expérimentées qui peuvent plonger dans le petit étang au centre du cratère pour déterrer le sel boueux.
Le sel cristallisé est extrait à l'eau pour le séparer de la boue noire qui le recouvre. Les cristaux sont broyés à l'aide d'une pierre comme le pilon sur une autre surface en pierre ou en bois avant d'être séchés au soleil. Le sel noir séché au soleil est vendu sans étiquette et reste donc inconnu en dehors de la région de Borana.
Les producteurs distinguent trois types de sel différents selon la qualité, le meilleur, appelé ilkole dans la langue locale, étant utilisé en cuisine et occasionnellement pour les animaux.